# Chapelle Sainte-Madeleine de Wépion
Pour les articles homonymes, voir Chapelle Sainte-Madeleine.
La chapelle Sainte-Madeleine de Wépion (ou simplement chapelle de la Marlagne) est un édifice religieux catholique sis à l’entrée du domaine de la Marlagne, à Wépion, près de Namur (Belgique). Elle est lieu de culte de la communauté catholique locale : officiellement une ‘chapellenie’ de la paroisse de Wépion.

## Histoire
Vers 1819, Joseph Pisani de la Gaude, premier évêque concordataire de Namur, récupère comme villa pour ses séminaristes, dans le bois de la Marlagne un des bâtiments de l’ancien ‘Désert de Marlagne' des pères Carmes ermites, vendus comme biens nationaux après leur expulsion, à la fin du siècle précédent. Il aménage et agrandit un des bâtiments pour en faire une chapelle publique. C’est la chapelle Sainte-Madeleine. 
Classé comme monument et site depuis le 18 aout 1982, l’ensemble fut rénové à l’occasion de leurs quatrième (Désert de Marlagne) et deuxième (Chapelle Sainte-Madeleine) centenaires en 2019. 

## Description
La nef de deux travées se termine en un sanctuaire à chevet plat. Trois petites fenêtres en arc brisé, à distance inégale les unes des autres  sont percées dans les murs extérieurs. Un minuscule clocheton surmonte la première travée. La porte extérieure à linteau droit est surmontée d'une niche où se trouve une statuette de sainte Marie-Madeleine.

## Patrimoine
- Deux pierres tombales, relevées et scellées dans les murs, sont intéressantes. A l'intérieur de la chapelle la pierre tombale de Odet François d'Harcourt, aumonier du roi, décédé le 2 juin 1692. A l'extérieur, près de la chapelle et fixée dans le mur d'enceinte, la pierre tombale de Charles de Labrique, seigneur de Lannoy, tué au service de 'sa Majesté très chrétienne' le 4 juin 1689.
- Deux médaillons en stuc attribués aux frères Moretti (XVIIIe siècle) se trouvent dans le sanctuaire.